# Trichomycterus riojanus
Trichomycterus riojanus är en fiskart som först beskrevs av Berg, 1897.  Trichomycterus riojanus ingår i släktet Trichomycterus och familjen Trichomycteridae. Inga underarter finns listade i Catalogue of Life.